# Lirobarleeia kelseyi
Lirobarleeia kelseyi är en snäckart som först beskrevs av Dall och Bartsch 1902.  Lirobarleeia kelseyi ingår i släktet Lirobarleeia och familjen Barleeiidae. Inga underarter finns listade i Catalogue of Life.